# Erik Jensen
Erik Jensen (*15. července 1975, Sisimiut) je grónský politik, od roku 2019 předseda strany Siumut. Byl ministrem v několika vládách a od dubna 2022 vykonává funkci ministra bydlení a infrastruktury v druhé vládě Múte Bourupa Egedeho.

## Životopis

### Mládí, studia a sport
Erik Jensen navštěvoval v letech 1981 až 1992 školu v Sisimiutu. Poté až do roku 1995 navštěvoval gymnázium v Aasiaatu. V letech 1997 až 1999 studoval na ekonomické škole Niuernermik Ilinniarfik v Qaqortoqu. V roce 1999 se stal účetním v bytovém podniku INI v Sisimiutu. V roce 2003 přešel jako účetní do dánské bytové společnosti BDK v Kodani. V letech 2005 až 2017 působil jako kontrolor ve společnosti INI.
Erik Jensen se věnuje grónské házené. Získal několik titulů mistra házené a trénuje děti i dospělé. V letech 1999 až 2001 byl členem představenstva společnosti Grønlands Håndbold Forbund. V roce 2009 byl vyhlášen grónským trenérem roku. V letech 2013 až 2015 byl opět členem představenstva a místopředsedou společnosti Grønlands Håndbold Forbund. Do roku 2016 byl také předsedou představenstva házenkářského oddílu Siumut Amerdlok Kunuk.

### Politická kariéra

#### Ministr ve vládách Kima Kielsena
V roce 2015 kandidoval ve volbách do Folketingu, ale nezískal mandát. V roce 2017 se zúčastnil komunálních voleb v Sisimiutu a byl zvolen do rady okresu Qeqqata. Jen o několik týdnů později, v dubnu 2017, byl jmenován ministrem obcí, vesnic, vnějších okresů, infrastruktury a bydlení v druhé Kielsenově vládě, aniž by předtím zasedal v Grónském parlamentu.
Erik Jensen kandidoval za Siumut v parlamentních volbách v roce 2018 a získal 424 preferenčních hlasů, díky čemuž byl zvolen. Následně byl znovu jmenován ministrem, tentokrát získal resort rybolovu, lovu a zemědělství. Když byla 3. října 2018 předsedkyní parlamentu zvolena Vivian Motzfeldt, převzal od ní Erik Jensen na přechodnou dobu dvou dnů resort školství, kultury a církví.
Později byl jmenován ministrem přírodních zdrojů a trhu práce ve čtvrté Kielsenově vládě. Později téhož měsíce převzal na jeden týden dočasně od Doris J. Jensenové resort zdravotnictví, sociálních věcí a spravedlnosti. Od listopadu 2018 do března 2019 také dočasně zastával funkci ministra přírody, životního prostředí a výzkumu za Sivertha K. Heilmanna. Po odchodu strany Atassut z vlády v dubnu 2019 byl Erik Jensen na jeden den dočasným ministrem rybolovu, myslivosti a zemědělství, Své hlavní resorty surovin a trhu práce si ponechal i v páté Kielsenově vládě.

#### Předseda Siumutu
Dne 22. listopadu 2019 rezignoval na funkci ministra a přijal poslanecký mandát. Důvodem bylo rostoucí napětí mezi ním a předsedou strany a vlády Kimem Kielsenem. Současně oznámil svou kandidaturu na předsedu strany na příštím sjezdu Siumutu. Mimo něj kandidovali také Vivian Motzfeldt a Kim Kielsen. Sjezd strany musel být několikrát odložen kvůli pandemii koronaviru a nakonec se konal 29. listopadu 2020. Poté, co v prvním hlasování nezískal absolutní většinu o jeden hlas, zvítězil Erik Jensen nad Kimem Kielsenem ve druhém hlasování poměrem hlasů 39:32 a stal se novým předsedou strany.
Vzhledem k tomu, že funkce předsedy strany a předsedy vlády jsou v Grónsku tradičně úzce propojeny, vyjednal Erik Jensen, že v lednu 2021 převezme funkci předsedy vlády po Kimovi Kielsenovi. Protože by to vyžadovalo novou koaliční dohodu s novou levicovou orientací pod vedením Erika Jensena, jednání prozatím ztroskotala na liberálně orientovaných koaličních partnerech Demokratiit a Nunatta Qitornai. Vládní strany si však nové volby nepřály ani kvůli špatným výsledkům průzkumů. K dohodě mělo dojít během zimní parlamentní schůze v polovině února. Týden před ní však Demokraté přece jen z vlády odešli a konaly se nové volby.
V dubnových parlamentních volbách v roce 2021 Siumut pod vedením Erika Jensena poprvé od roku 2009 ztratil první místo ve prospěch stany Inuit Ataqatigiit, přičemž Erik Jensen získal výrazně méně hlasů než Kim Kielsen v čele strany. Dne 5. dubna 2022 Siumut pod vedením Erika Jensena uzavřel koalici s Inuit Ataqatigiit a byla ustanovena druhá vláda Múte Bourupa Egedeho. Poté získal resort bydlení a infrastruktury a zároveň byl jmenován náměstkem předsedy vlády.

## Názory a postoje
Erik Jensen se snaží pokračovat v úsilí o nezávislost Grónska na Dánsku. Podporuje navázání nových obchodních vztahů se zeměmi mimo dánské království, jako jsou Čína a Spojené státy. Taktéž usiluje o to, aby Grónská vláda převzala odpovědnost za zahraniční politiku Grónska, obchod, přistěhovalectví a veterinární kontrolu, které v současnosti kontroluje Dánsko.
Když prezident Spojených států Donald Trump navrhl, že Grónsko od Dánska koupí, Jensen odpověděl, že „Grónsko je otevřené pro obchod, ale nejsme na prodej“.